# 江の島ワイキキ食堂
『江の島ワイキキ食堂』（えのしまわいききしょくどう）は、岡井ハルコによる漫画作品。

## 概要
『ねこぱんち』（少年画報社）10号に読み切りを掲載、その後同誌13号より連載開始。同誌45号で作者が産休のため一度休載、その後58号から連載を再開し、135号で完結した。基本的に一話完結の作品ではあるが、単行本7巻55話から単行本9巻74話まで続く主人公オードリーを巡る過去編がある。

## あらすじ
神奈川県 藤沢市 江の島、辺津宮近くにある食堂「ワイキキ食堂」。そこに暮らす喋る猫、オードリーと腕のいい料理人片瀬頼、二人の周りに巻き起こる少し不思議な物語。

## 登場人物
1話完結作品であるため、1話限りの登場人物が多い。ここでは、何度か作品に登場した、主要人物について解説する。

### ワイキキ食堂関係者
オードリー
ワイキキ食堂の飼い猫で本作の主人公。性別はメス。模様はハチワレで左太腿にハート模様を持つ。人語を解し人語を話す。名前の由来は頼の祖父正助が好きだった女優 オードリー・ヘップバーンから。
作者が飼っている猫をモデルとしている。
性格は悪い。またずる賢く、プライドも高め。その所為もあってか、いろいろな事件に巻き込まれたり、逆に事件を起こしたりしている。
人語を話すことから、人間のような思考をする頭の良い猫。そのため、ラジオに投稿したり、クイズ番組に身元を隠して出たりしている。
飼い主の頼のことが大好きで、彼の恋のお手伝いをしたり、反対に邪魔をしたり、店のためを思って行動したりしているが、空回りすることが多い。
当初は純粋に頼とヒカリの仲を取り持っていたが、いざ2人が急接近すると嫉妬心からヒカリに妨害を仕掛ける事も多くなる。しかしヒカリこそが頼の相手に相応しいとも思っており、貧乏神に「2人を応援したいのか邪魔したいのか」と聞かれると「両方」と答えている。
頼含め自分が喋る特別なネコであることは、一部の人間を除いて、秘密にしている。
食い意地が強く、頼の店からよく盗み食いをしたり、頼の与えるキャットフードに文句を言ったり、願い事に鰹節100年分を要求するなどしており、一人でドンペリの瓶の三分の二空けたりしている。大好物は鰹節。
実は相当長生きしているネコで、過去、ある事件に巻き込まれてしまったため不老不死のこの世ならざる猫となってしまった。
過去に命を助けられた東雲花魁に貰った名前「カタバミ」を頼の前に現れる前、頼の祖父、正助と交流していた時代まで使っていた。正助のもとを去ったあとブラジルにいる正助の親戚のもとへ向かう。その後に日本で拾われた家では、「サクラ」という名前だった。
脳の容量は普通のネコと変わらず、頼が17歳の時、それまでの記憶を失くしてしまう。また、記憶の容量が少ないせいで、過去編の最後に大きな決断を迫られる。
記憶を失くしてから、過去と比べ砕けた性格になっている。
片瀬頼（かたせ より）
ワイキキ食堂の店主。20代の 眼鏡男子。イケメン。
性格は真面目。だが、鈍感で怖がり。
高校生の頃から趣味で料理を作っていた。そのため、料理に対する情熱は熱い。
高校卒業のあとホテルで料理の修行をしていたため料理の腕は一人前。そのため店の料理の評価はかなり高い。
幼馴染のヒカリと恋人関係。
取材は来るが、店の経営はオードリーに付きまとう貧乏神に左右される。
浦島ヒカリ（うらしま ひかり）
頼の幼馴染で、江の島の土産物店江光商店の跡取り。20代。大学生。
頼に10年片想いをしていたが、今は彼と恋人関係。
ワイキキ食堂に頼の手伝いとしてよく遊びに来る。
手先は器用ではないというより、行き当たりばったりの手順で進めてしまうため、デザート作りなど上手くいかず、頼のためにプレゼントを作ろうとした際も、姿を隠したオードリーに手助けされてようやく作り上げることができた。
親族は、頼の母たちとともに女子会を開いている母のほかに、リカという従妹とその子供のリクという少年がいる。

### 江の島の人物
喬（きょう）
頼の同級生。江の島に構える蕎麦屋、恵比寿屋の三代目跡取り。既婚。
本名不明。周りからは恵比寿や、エビッちなどとよばれている。
かなりダメな人らしく、店に遅刻したり、妻との記念日を忘れ、焦った末のプレゼントにオオクワガタのメスを用意するなどしており、本人も常識が足りないことを自覚している。
夫婦の仲はそれなりにいい模様。
節子（せつこ）
喬の妻。19歳。
結婚して三か月は、恵比寿屋の実家の習慣に慣れずにいた。
恵比寿屋の子猫
オードリーに付きまとっていた、三匹の白い子猫。野良だったところを恵比寿屋に拾われる。
拾われてからもオードリーとよく遊んでいる。また、彼女に助力を求めたり、彼女の手伝いをしようとしたりする。
三匹はとても仲が良く、何が起こっても一緒にいようとする。
名前はチビーチ、チビニー、チビゾー。
喬の父
恵比寿屋二代目店主。喬の父。恵比寿屋で飼っていた先代猫のたまが亡くなったあとに、すぐ子猫たちを飼ってしまったことに罪悪感を持っていた。
喬の母
頼の母や、ヒカリの母とともに三人でよく女子会をしている。
ミラノ
江の島にある東松堂の姉妹の姉。女優。
きつい物言いの美女。つかみどころがない性格。
今のところ、人間では貧乏神唯一の天敵。
優子（ゆうこ）
ミラノの妹。
ミラノと比べた自分の容姿に、コンプレックスを持っている。
はなという娘がいる。
鉄彦（てつひこ）
頼の姉、朝子の同級生。彼女に気がある。海鮮屋を営む。

### 頼の家族
頼の父
友人の葬式が江の島の近くであったため、ワイキキ食堂に寄っていった。
頼が高校生の頃、彼の趣味の一環で、彼に弁当を作ってもらっていた。
頼の母
頼の母。ヒカリの母らとリタイア後の生活を満喫している。
朝子（あさこ）
頼の姉。既婚。トオルという息子が一人いる。
オードリーが来る前に嫁いでいった。厳しい性格。
一度家出して、ワイキキ食堂にやってくる。
健一（けんいち）
朝子の夫で、頼の義兄。
穏やかすぎる性格。痩せてて背が高い 。

### 過去編・江戸の人物
東雲花魁（しののめのおいらん）
オードリーの命の恩人。彼女に「カタバミ」という名前を与えてかわいがった。
江戸吉原、叶屋の花魁。あらゆることを見通すため「千里眼の花魁」とも呼ばれた。
性格は気が強い。仕事のさなか人形町の板前に恋をする。
お得意様の客、青沼時蔵を苦手にしているが、ある事件がきっかけで、彼と結婚することになる。が、婚前で起こった事件のおかげで免れる。そのあとに「千里眼」を持つ。
江戸時代が終わり、90歳で天寿を全うする。
筒美（つつみ）
叶屋の幇間。本名不明。
東雲花魁の婚前に起こった事件の影響で、オードリーと似た体質になる。
昭和には、 江ノ島神社の 神主をしていた。
その後、ある事実を確かめた後、平成となった現代の異国の地で息を引き取る。
青沼時蔵（あおぬま ときぞう）
海鮮問屋の主人。東雲花魁に異常に執着する中年男性。
婚前の事件が起こった時、ある人物に焼き殺される。
死後、その亡霊がとある場所に現れる。
人形町の板前
一年分の稼ぎを持って東雲花魁と出会い、彼女に見初められ、ある約束をする。
とある事件のせいで、現世での約束は果たされなかった。

### 過去編・昭和の人物
片瀬正助（かたせ しょうすけ）
頼の祖父。青沼の子孫。旧ワイキキ食堂店主。眼鏡男子。イケメン。
貧乏神の影響で潰れかけていたワイキキ食堂にやってきた、恨みで我を忘れたカタバミことオードリーに出会うが、彼の人柄や笑顔に花魁を重ねた彼女はその恨みを小さくしていく。
性格は頼と似ていて、真面目。
オードリーと一緒に暮らすようになるが、ある事件がおこり、彼女を守るため、彼女にブラジルの親戚松蔵のもとに行くように命じ、終わったらいつでも帰ってきてもいいようにある「伝言」を残し、彼女と別れる。
松蔵（まつぞう）
ブラジル移民の日本人。正助の叔父。
貧乏神のせいで不況に陥る。

### その他の人物
熊淵アキラ（くまぶち あきら）
俳優。頼たちの幼馴染。
容姿も良く、勉学もできその上料理もうまい。
元いじめっ子で、子供のころはよく頼たちをいじめていた。
子供のころは太っていたため、頼たちは「クマブタ」と呼んでいた。
川辺カズエ（かわべ かずえ）
ある事故がきっかけで生霊となった女性。
生霊のまま頼にワイキキ食堂の予約を入れ、意識を取り戻す。
以降、毎年春になると、窓際の1番テーブルで誰かしらと花見をしている。
87話にて53話で出会った男性と結婚、妊娠してることが明らかになった。オードリーにメタ的な発現をされた後、祝福された。
宇宙猫（うちゅうねこ）
とある星の愛玩生物。その星の偉大な実験によって地球へと降り立った。
本名は@☆〒$$。地球人には発音できない。
清瀬タクミ（きよせ たくみ）
売れっ子小説家。代表作は「ゆけむり三姉妹シリーズ」と「猫のかみさま」。
横浜のコンビニで、記憶を思い出し、喋るオードリーと出会う。
スランプのときに出会ったオードリーに感化され、「猫のかみさま」を書きあげたことから、筆が進まなかった「ゆけむり三姉妹シリーズ」も書けると思っていた。
その後、沖縄に連れてきた彼女を江の島まで送り届ける。
岡井ハルコ（おかい はるこ）
時折、作品中に現れる作者。
ある時はオードリーにお灸をすえたり、またある時はオードリーからツッコミを貰ったりしていたが、本編90話にてセリフ付きで登場した。

### 神
貧乏神（びんぼうがみ）
オードリー及び片瀬家に付きまとう 関西弁の貧乏神。
黒くて小さな綿のような貧乏神。他人の財力を吸い取って生きる。また、梅雨の湿気などでも大きくなる。
可愛らしい見た目とは裏腹に、その能力は絶大で、名家だった青沼家を数代で没落させるほど。今も、ワイキキ食堂の経営を左右している。
弱点は身を清めることができる塩や、ミラノのような湿気を吹き飛ばすようなオーラを持つ人間。
オードリーにとっては記憶を失くす前からずっと一緒にいる唯一の存在。
福の神（ふくのかみ）
高齢でふくよかな男性の頭部のような神。
貧乏神が貧乏を振りまき過ぎたお詫びに連れてこられた。
貧乏神同様、能力は絶大だがサザエのつぼ焼きといった高価な食事を要求する。
龍神（りゅうじん）
江の島の橋の入り口にある、龍の銅像に宿る神。
恋愛に関する願いを叶える手助けをする。あくまで、手助けである。
年末にワイキキ食堂にて行われる、小さな神様が集まる、貧乏神主催の麻雀大会にも出ている。
福引の神
オードリーがひょんなことから出会った神。この世の理に関わる福引の存在を彼女に教えた。
神であるため相手の過去を見ることができ、オードリーのそれを見た際、彼女の当てた全ての願いが叶う当たり玉を辺津宮の女神に渡し、どうしても必要な時に使うように進言した。
田寸津比賣命（たぎつひめみこと）
大食漢の美しい女神。通称神。江ノ島神社、辺津宮祭神。
江ノ島神社にいる祭神の一柱で、高貴な品格を持つが、彼女のせいでオードリーの過去の事件が起こったといっても過言ではない、全ての元凶。
ワイキキ食堂に白い洋服姿で現れたときには、オードリーに「格の違う何か」といわしめた。
オードリーの願いに応じ、彼女が福引で当てた全ての願いが叶う当たり玉を使った。
真砂典侍（まさごのないしのすけ）
海神に仕える高位の女官。陸に来るときは美しい人魚のような姿をしていた。
神に待たされたせいで悲惨な目に会う。
年神
江の島を一年間守護する神。大晦日に年神の引継ぎが行われるが、それが行われないと永遠に年が明けない。
とてつもない激務らしい。

## 施設
ワイキキ食堂
江の島に軒を構える、頼が経営する食堂。立地は良く、味も高評価なのだが貧乏神に経営が左右される。
かつて正助が経営していたが、火事で焼失。頼が復活させた。
正助の時代も貧乏神の餌食になっていた。
恵比寿屋
江の島に軒を構える、蕎麦屋。
喬たちが経営している。

## 単行本
ねこぱんちコミックス（少年画報社）として刊行されている。全11巻。
1. 2009年10月27日発行 ISBN 978-4-7859-3241-1
2. 2011年6月1日発行 ISBN 978-4-7859-3551-1
3. 2010年1月1日発行 ISBN 978-4-7859-3656-3
4. 2010年7月1日発行 ISBN 978-4-7859-3805-5
5. 2010年11月13日発行 ISBN 978-4-7859-5066-8
6. 2011年5月13日発行 ISBN 978-4-7859-5204-4
7. 2012年3月13日発行 ISBN 978-4-7859-5356-0
8. 2012年10月13日発行 ISBN 978-4-7859-5499-4
9. 2013年3月13日発行 ISBN 978-4-7859-5774-2
10. 2017年1月16日発行 ISBN 978-4-7859-5939-5
11. 2017年12月11日発行 ISBN 978-4-7859-6133-6

また、完結記念として傑作集がデラックスねこぱんちより刊行されている。
- 江の島ワイキキ食堂 シェフを愛した猫のオードリー 2017年11月27日発行 ISBN 978-4-7859-6123-7